# 訃報 1970年5月
訃報 1970年5月（ふほう 1970ねん5がつ）では、1970年（昭和45年）5月中に物故した、又は物故が報じられた人物についてまとめる。

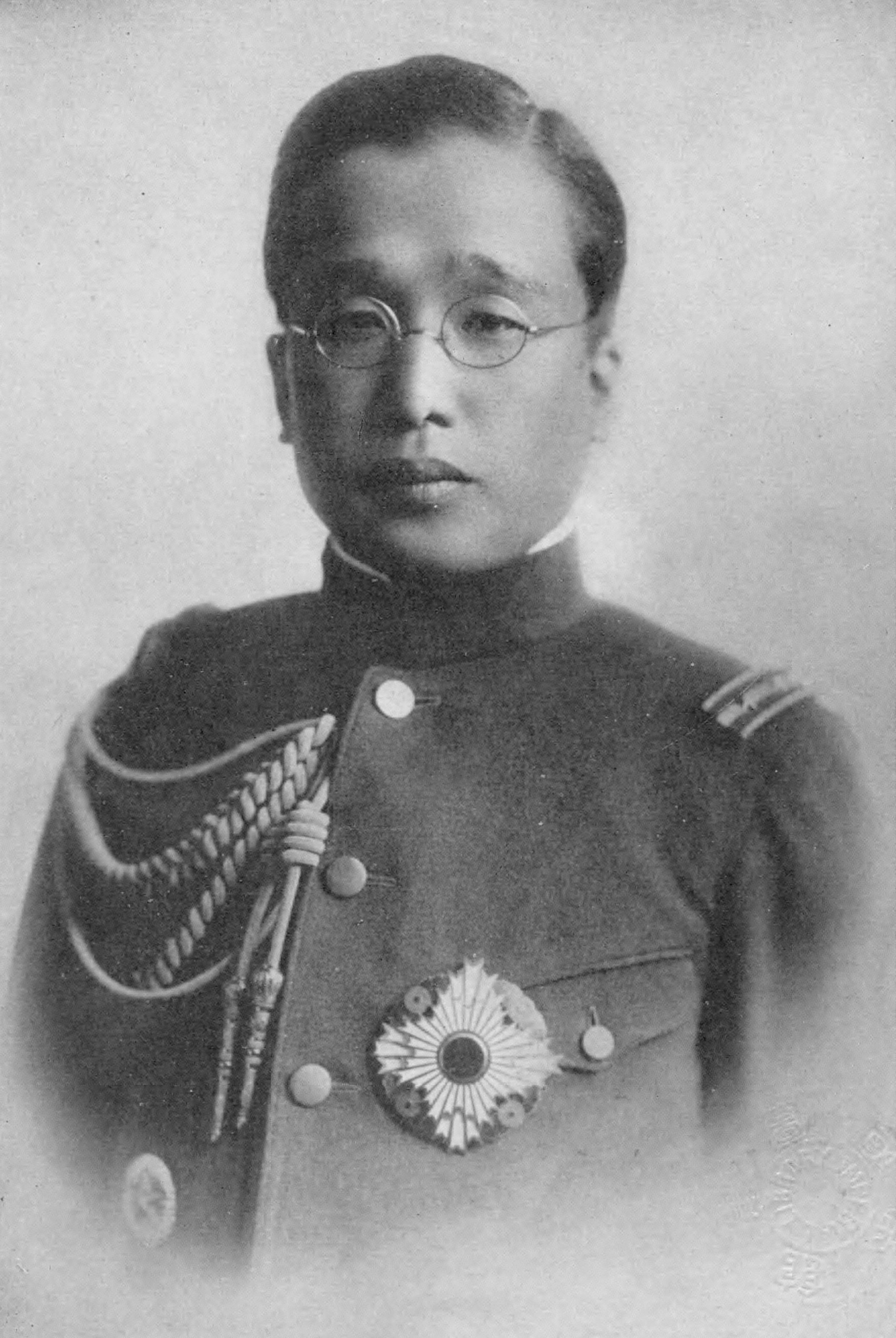
李垠 / 5月1日没

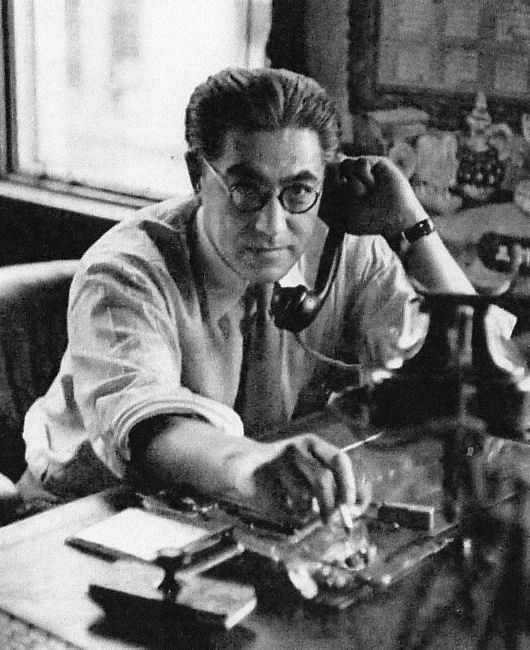
菅原卓 / 5月3日没

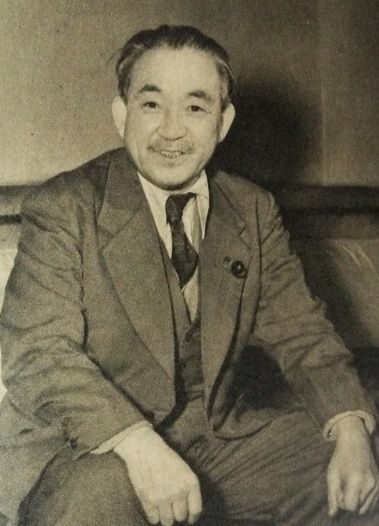
鈴木茂三郎 / 5月7日没

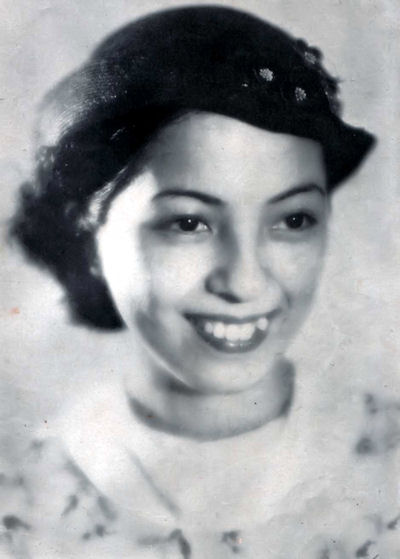
小桜葉子 / 5月12日没

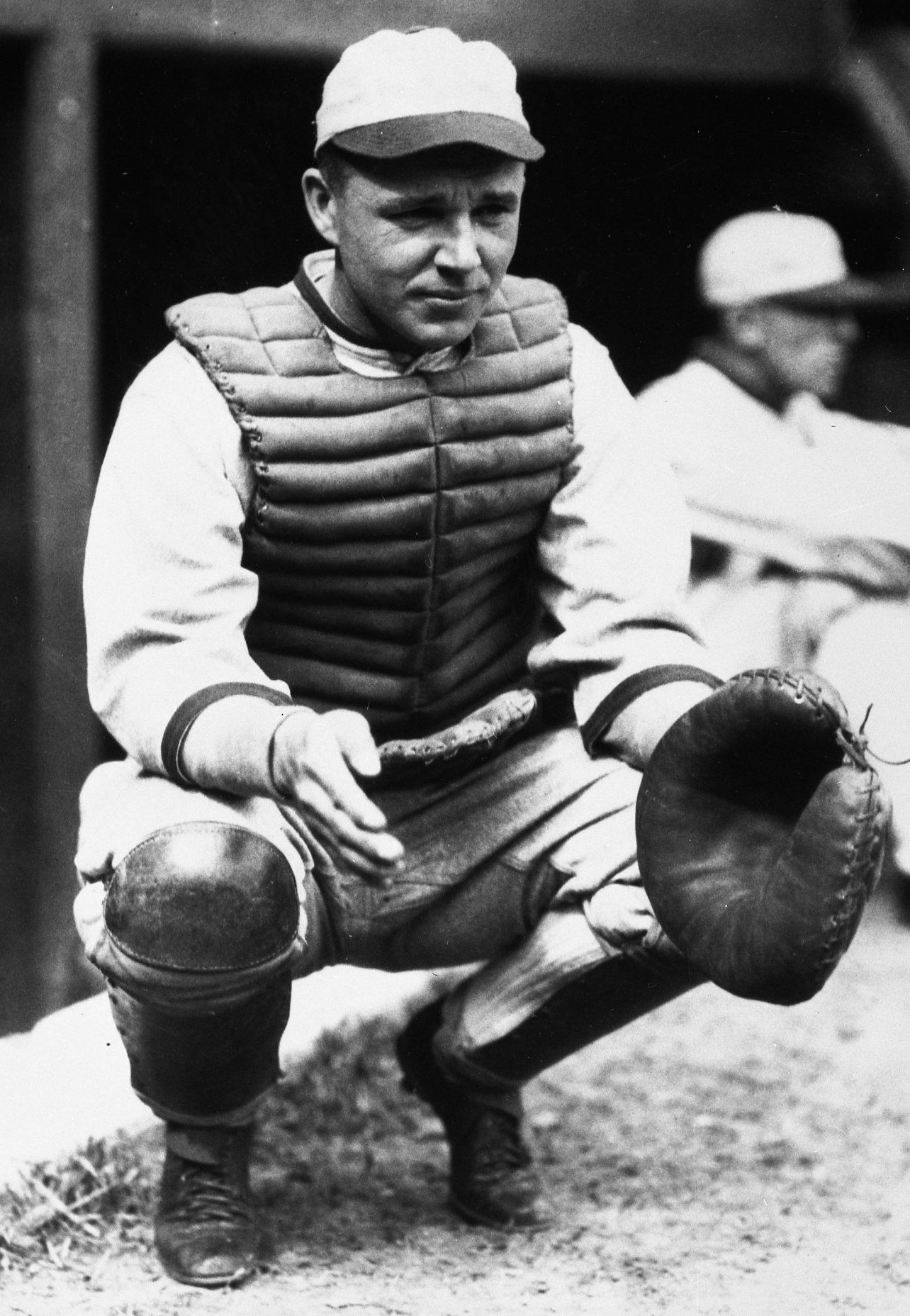
レイ・シャーク / 5月19日没

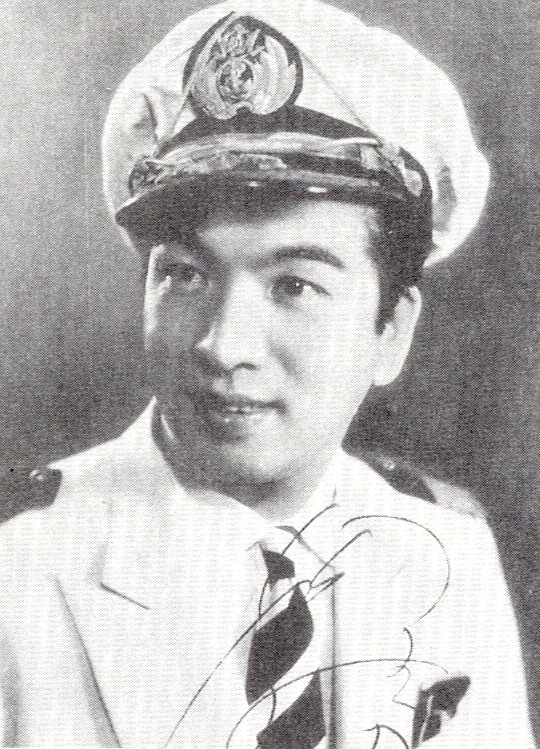
岡晴夫 / 5月19日没

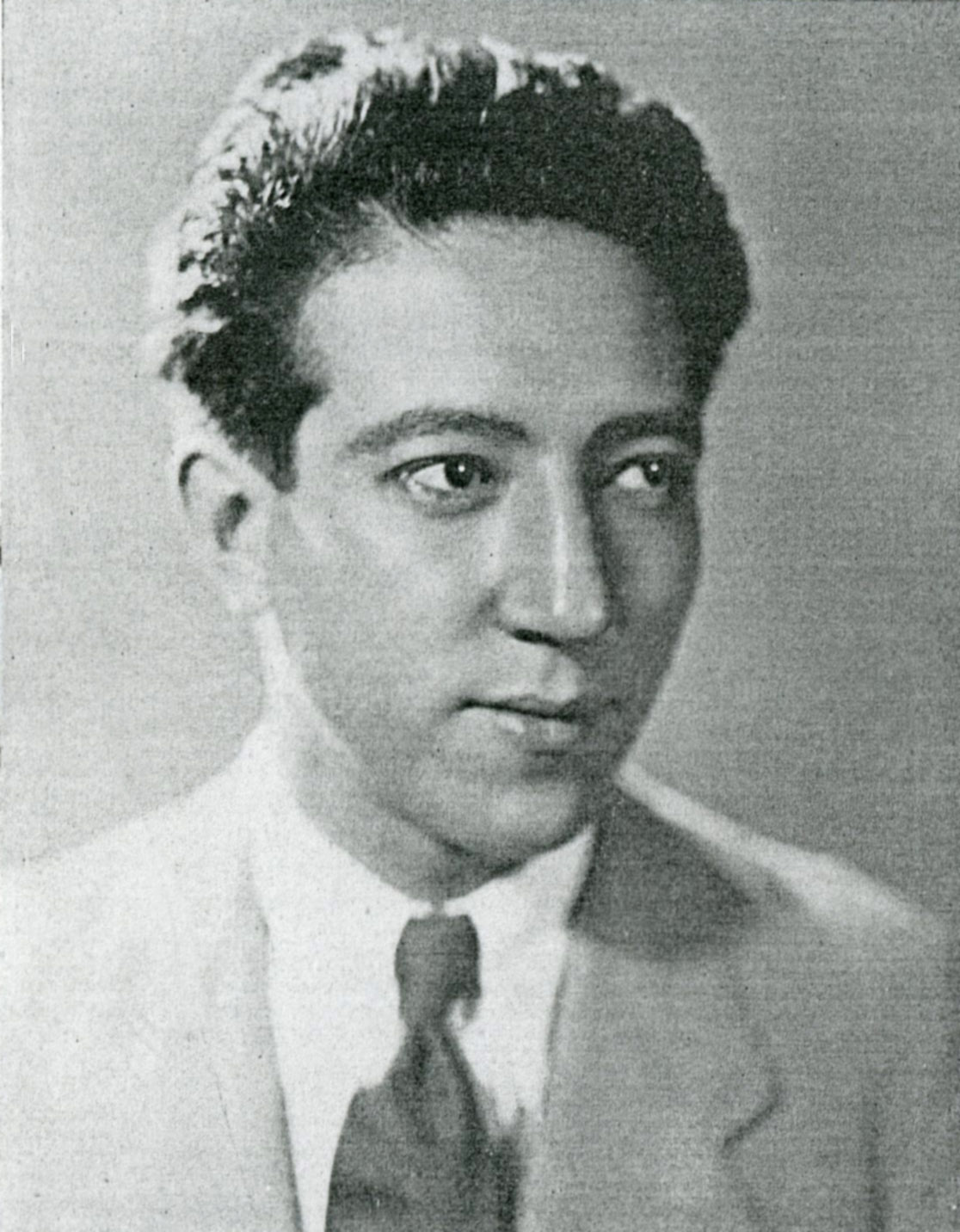
江川宇礼雄 / 5月20日没

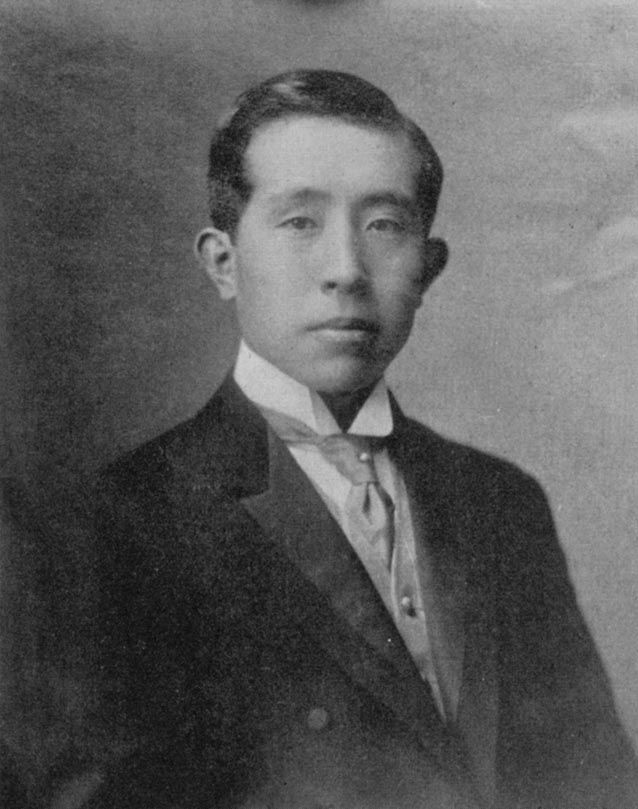
岡部長景 / 5月30日没

## （1日 - 15日）
- 5月1日 - ラルフ・ハートレー、電子工学研究者（* 1888年）
- 5月1日 - 永田春水、日本画家（* 1889年）
- 5月1日 - 李垠、元大韓帝国皇太子（* 1897年）
- 5月1日 - ナン・チョーンシー、児童文学作家（* 1900年）
- 5月1日 - ヘンリー・ベルリナー、航空エンジニア（* 1895年）
- 5月3日 - 菅原卓、実業家・劇作家・演出家（* 1903年）
- 5月4日 - 佐川直行、プロ野球選手スカウト（* 1914年）
- 5月5日 - 石坂豊一、政治家（* 1874年）
- 5月6日 - ジョン・ビーズリー、古典考古学・美術史研究家（* 1885年）
- 5月7日 - 鈴木茂三郎、政治家（* 1893年）
- 5月7日 - ヘンリー・ノーブル・マクラッケン、学者・ヴァッサー大学第5代学長（* 1880年）
- 5月9日 - 正田きぬ、歌人（* 1880年）
- 5月9日 - 河辺満甕、牧師・伝道者・教育者（* 1897年）
- 5月9日 - 繆培南、中華民国の軍人（* 1895年）
- 5月9日 - ウォルター・ルーサー、アメリカ合衆国の労働運動・公民権運動指導者、全米自動車労働組合会長（* 1907年）[1]
- 5月11日 - ジョニー・ホッジス、アルト・サクソフォーン奏者（* 1907年）
- 5月12日 - ネリー・ザックス、詩人・作家（* 1891年）
- 5月12日 - 小桜葉子、女優（* 1918年）
- 5月12日 - ヴワディスワフ・アンデルス、ポーランドの軍人（* 1892年）
- 5月13日 - 雨宮治郎、彫刻家・日本芸術院会員（* 1889年）
- 5月13日 - 鳥居忠雅、浮世絵師・日本画家（* 1904年）
- 5月14日 - ビリー・バーク、女優（* 1884年）
- 5月14日 - 河合良成、農商務官僚・政治家・実業家（* 1886年）

## （16日 - 31日）
- 5月16日 - キングコング、プロレスラー（* 1909年）
- 5月19日 - 西宮藤朝、文芸評論家・翻訳家（* 1891年）
- 5月19日 - レイ・シャーク、メジャーリーガー（* 1892年）
- 5月19日 - 岡晴夫、歌手（* 1916年）
- 5月20日 - 江川宇礼雄、俳優・映画監督・脚本家（* 1902年）
- 5月23日 - 穂積真六郎、朝鮮総督府官僚・参議院議員（* 1889年）
- 5月23日 - ルネ・カピタン、法学者・政治家（* 1901年）
- 5月23日 - フォルコ・ルリ、俳優（* 1912年）
- 5月27日 - 坂本遼、詩人（* 1904年）
- 5月27日 - 大池唯雄、作家（* 1908年）
- 5月28日 - 佐々木吉郎、経営学者（* 1897年）
- 5月29日 - 坪井勧吉、内務・警察官僚（* 1884年）
- 5月29日 - ジョン・ガンサー、ジャーナリスト（* 1901年）
- 5月29日 - エヴァ・ヘス、現代美術家（* 1936年）
- 5月30日 - 岡部長景、外交官・政治家（* 1884年）